# Public Image Ltd

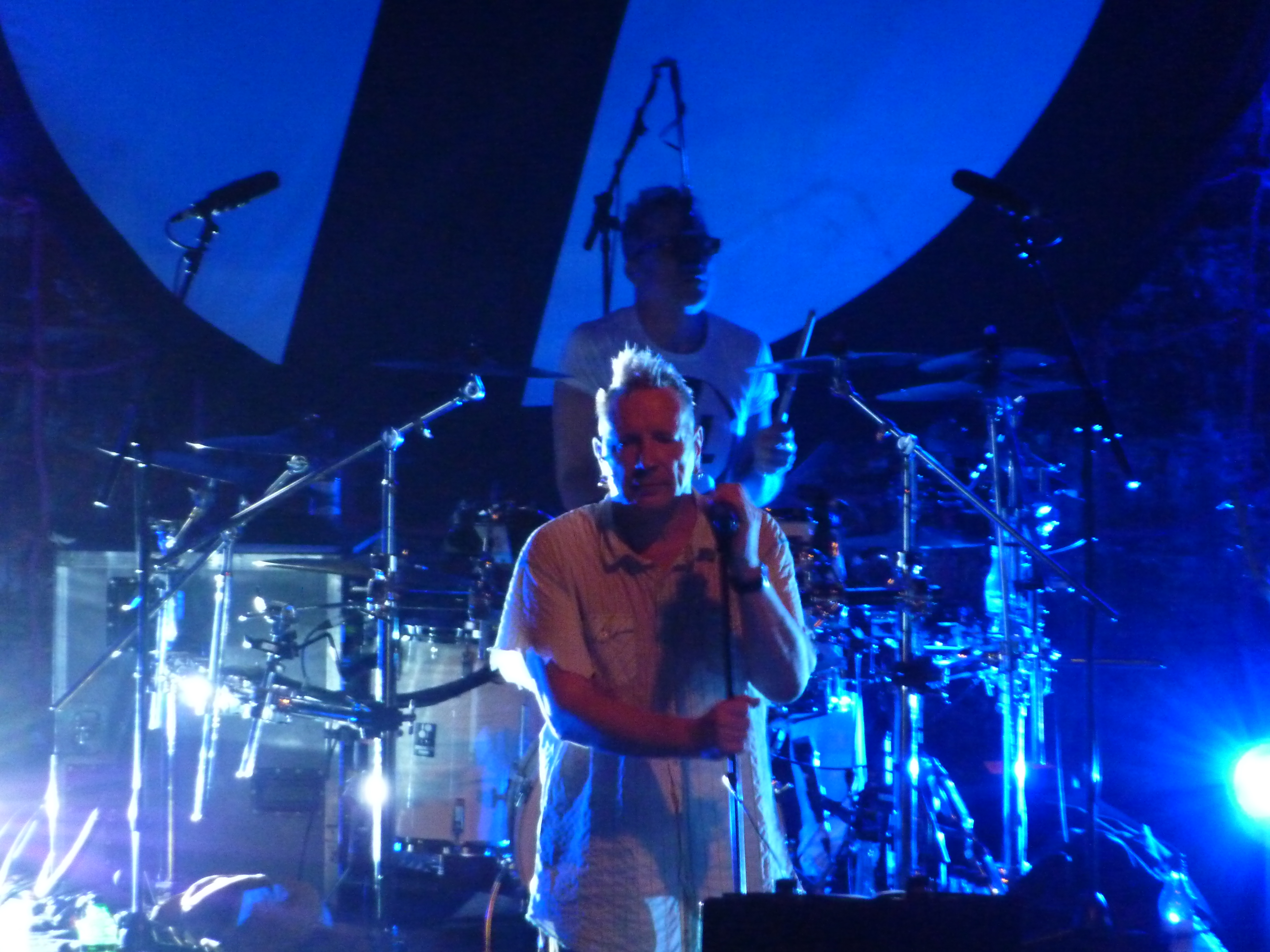
John Lydon & PiL Manchester 2012

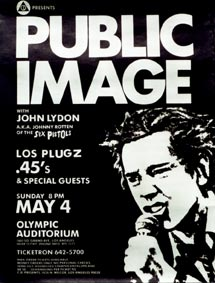
PR poster 1980

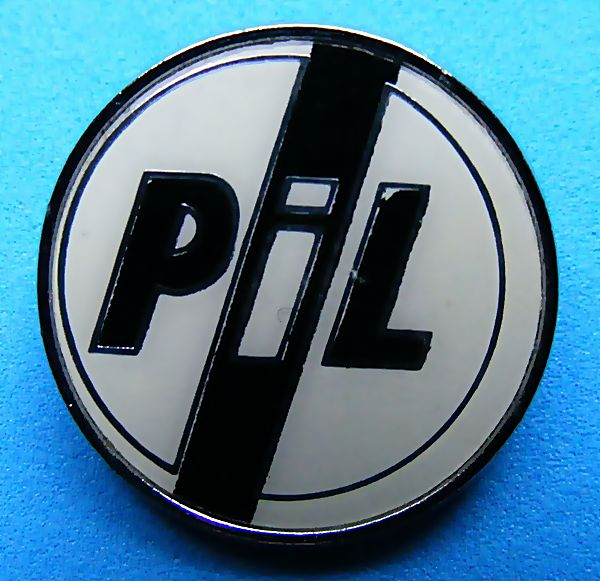
Logo

Public Image Limited (PIL) – postpunkowa grupa muzyczna powstała w 1978 roku z inicjatywy byłego wokalisty Sex Pistols Johna Lydona, byłego gitarzysty The Clash Keitha Levene'a i basisty Jah Wobble'a. Zespół zawiesił działalność w 1993; wznowił ją we wrześniu 2009 roku.

## Dyskografia
Pozycje wydawnictw pochodzą z list brytyjskich.

### Albumy studyjne
- Public Image: First Issue (1978 #22)
- Metal Box (1979 #18)
- Flowers of Romance (1981 #11)
- This Is What You Want... This Is What You Get (1984 #56)
- Album (1986 #14)
- Happy? (1987 #40)
- 9 (1989 #36)
- That What Is Not (1992 #46)
- This is PiL (2012 #35)
- What the World Needs Now... (2015 #29)
- End of World (2023)

### Albumy koncertowe, kompilacje,bootlegii inne
- Second Edition (ponowne wydanie Metal Box) – 1979
- Paris au Printemps (live) – 1980 #61
- Live in Tokyo (live) – 1983 #28
- Commercial Zone (bootleg) – 1983
- The Greatest Hits, So Far (kompilacja) – 1990 #20
- Box (box set) – 1990
- Plastic Box (box set) -1999
- Public Image/Second Edition (kompilacja dwóch albumów) – 2003

### Single
- "Public Image" – 1978 #9
- "Death Disco" – 1979 #20
- "Memories" – 1979 #60
- "Flowers of Romance" – 1981 #24
- "This Is Not A Love Song" – 1983 #5
- "Bad Life" – 1984 #71
- "Rise" – 1986 #11
- "Home" – 1986 #75
- "Seattle" – 1987 #47
- "The Body" – 1987 #100
- "Disappointed" – 1989 #38
- "Warrior" – 1989
- "Don't Ask Me" – 1990 #22
- "Cruel" – 1992 #49
- "Covered" – 1992 (anulowany)
- "Acid Drops" – 1992 (anulowany)

## Skład
- John Lydon – wokal (1978-92, od 2009)
- Keith Levene – gitara, keyboard (1978-1983)
- Jah Wobble – gitara basowa (1978-1980)
- Jim Walker – perkusja, (1978)
- Vivian Jackson – perkusja, (1979)
- David Humphrey – perkusja (1979)
- Richard Dudanski – perkusja, (1979)
- Karl Burns – perkusja (1979)
- Martin Atkins – perkusja, (1979-80,1982-85)
- Steve New – gitara, (1980)
- Ken Lockie – keyboard, (1982)
- Pete Jones – gitara basowa, (1982-83)
- Lu Edmonds – gitara keyboard, (1986-88, od 2009)
- Bruce Smith – perkusja, (1986-90, od 2009)
- John McGeoch – gitara (1986-92)
- Allan Dias – gitara basowa, (1986-92)
- Scott Firth – gitara basowa, (od 2009)

### Muzycy sesyjni i koncertowi
- Sam Ulano – perkusja, New York's Ritz 15 maja 1981
- Joseph Guida – gitara, 1983
- Louis Bernardi – gitara basowa, 1983-84
- Tommy Zvoncheck – keyboard, 1983
- Arthur Stead – keyboard, 1983
- Mark Schulz – gitara, 1984-85
- Bret Helm – gitara basowa, 1984-85
- Jebin Bruni – keyboard, 1984-85
- Ted Chau – gitara, keyboard, (1989,1992)
- Russell Webb – gitara basowa, 1992
- Mike Joyce – perkusja, 1992
- Colin Woore – gitara (This Is What You Want... This Is What You Get)
- Louis Bernardi – gitara basowa (This Is What You Want...)
- Gary Barnacle – keyboard (This Is What You Want...)
- Richard Cottle – keyboard (This Is What You Want...)
- Bill Laswell – gitara basowa (Album)
- Steve Vai and Nicky Skopelitis – gitara (Album)
- Jonas Hellborg – gitara basowa (Album)
- Tony Williams and Ginger Baker – perkusja (Album)
- Bernie Worrell – organy (Album)
- Ryuichi Sakamoto – syntezator (Album)
- Malachi Favors – akustyczna gitara (Album)
- Aïyb Dieng – chatan (Album)
- Steve Turre – didgeridoo (Album)
- L. Shankar – elektryczne skrzypce (Album)
- Bernard Fowler – dalszy wokal (Album)
- Curt "Kirbee" Bisquera – perkusja (That What Is Not)
- Gregg "JP" Arreguin – rytmiczna gitara (That What Is Not)
- Jimmie Wood – harmonijka (That What Is Not)
- Bonnie Sheridan and Julie Christensen – wokal wspierający (That What Is Not)